# Krasznahorvát község
Krasznahorvát község (románul: Comuna Horoatu Crasnei) község Szilágy megyében, Romániában. Központja Krasznahorvát, beosztott falvai Bagolyfalu, Bogdánháza, Sereden.

## Népessége
A 2011-es népszámlálás adatai alapján a község népessége 2485 fő volt.